# Championnat du Zimbabwe de football 1996
Navigation
Saison suivante Saison suivante
La saison 1996 du Championnat du Zimbabwe de football est la trente-cinquième édition de la première division professionnelle au Zimbabwe à poule unique, la National Premier Soccer League. Seize clubs prennent part au championnat qui prend la forme d'une poule unique où toutes les équipes se rencontrent deux fois au cours de la saison. En fin de saison, les deux derniers du classement sont relégués et remplacés par les deux meilleurs clubs de Division II, la deuxième division zimbabwéenne.
C'est le club de CAPS United qui termine en tête du classement final, avec trois points d'avance sur le double tenant du titre, les Dynamos FC Harare et... dix-sept sur le Blackpool FC Harare. C'est le 2e titre de champion du Zimbabwe de l'histoire du club, après celui obtenu en 1979.
Avant le début du championnat, deux pensionnaires de l'élite ont vendu leur licence à un club de division inférieure. Ainsi, Mutare United rejoint la National Premier Soccer League en lieu et place de Tanganda Mutare et Arcadia United à la place de Grain Tigers FC.

## Les clubs participants
| - Black Aces FC - Blackpool FC Harare - CAPS United - Tongogara FC - Lancashire Steel FC - Wankie FC - Highlanders FC - Dynamos FC Harare | - Ziscosteel FC - Promu de Division II - Arcadia United - Chapungu United FC - Zimbabwe Saints - Blue Swallows FC - Promu de Division II - Mhangura FC - Mutare United - Rufaro Rovers FC |

## Compétition
Le barème de points servant à établir le classement se décompose ainsi :
- Victoire : 3 points
- Match nul : 1 point
- Défaite : 0 point

### Classement
| Rang | Équipe                | Pts | J  | G  | N  | P  | Bp | Bc | Diff |
| ---- | --------------------- | --- | -- | -- | -- | -- | -- | -- | ---- |
| 1    | CAPS United           | 71  | 30 | 22 | 5  | 3  | 75 | 27 | +48  |
| 2    | Dynamos FC Harare'T'C | 68  | 30 | 21 | 5  | 4  | 79 | 26 | +53  |
| 3    | Blackpool FC Harare   | 54  | 30 | 16 | 6  | 8  | 57 | 28 | +29  |
| 4    | Mhangura FC           | 53  | 30 | 16 | 5  | 9  | 39 | 36 | +3   |
| 5    | Chapungu United FC    | 45  | 30 | 12 | 9  | 9  | 41 | 38 | +3   |
| 6    | Highlanders FC        | 43  | 30 | 12 | 7  | 11 | 46 | 39 | +7   |
| 7    | Arcadia United        | 41  | 30 | 12 | 5  | 13 | 39 | 49 | -10  |
| 8    | Zimbabwe Saints       | 40  | 30 | 10 | 10 | 10 | 41 | 38 | +3   |
| 9    | Black Aces FC         | 39  | 30 | 10 | 9  | 11 | 44 | 44 | 0    |
| 10   | Lancashire Steel FC   | 36  | 30 | 9  | 9  | 12 | 45 | 59 | -14  |
| 11   | Blue SwallowsP        | 33  | 30 | 7  | 12 | 11 | 33 | 46 | -13  |
| 12   | Wankie FC             | 32  | 30 | 8  | 8  | 14 | 44 | 57 | -13  |
| 13   | Mutare United         | 32  | 30 | 9  | 5  | 16 | 33 | 60 | -27  |
| 14   | Tongogara FC          | 26  | 30 | 6  | 8  | 16 | 48 | 72 | -24  |
| 15   | Ziscosteel FCP        | 24  | 30 | 6  | 6  | 18 | 46 | 60 | -14  |
| 16   | Rufaro Rovers FC      | 24  | 30 | 5  | 9  | 16 | 29 | 55 | -26  |

|  | Qualification pour la Ligue des champions 1997                                    |
|  | Qualification pour la Coupe des Coupes 1997                                       |
|  | Relégation en deuxième division                                                   |
|  | T Tenant du titre C : Vainqueur de la Coupe du Zimbabwe P : Promu de Division Two |

## Bilan de la saison
| Championnat du Zimbabwe de football 1996 |                        |
| Champion                                 | CAPS United (2e titre) |
| Coupes et trophées                       |                        |
| Vainqueur de la Coupe du Zimbabwe 1996   | Dynamos FC Harare      |
| Qualifications continentales             |                        |
| Ligue des champions 1997                 | CAPS United            |
| Coupe des Coupes 1997                    | Dynamos FC Harare      |
| Coupe de la CAF 1997                     | Aucun                  |
| Promotions et relégations                |                        |
| Promus en National Premier Soccer League | AmaZulu FC             |
| Promus en National Premier Soccer League | Air Zimbabwe Jets FC   |
| Relégués en Division One                 | Ziscosteel FC          |
| Relégués en Division One                 | Rufaro Rovers FC       |